# Inkandescence
Inkandescence (záření černého tělesa, anglicky: black-body radiation) je tepelné záření neboli sálání materiálu. Vyžaduje, aby materiál byl tepelně zahříván a na jeho teplotě závisí barva vyzařovaného světla. Díky ní svítí třeba hvězdy nebo žárovky.
Všechny předměty kolem nás vydávají elektromagnetické záření. To se v případě studených těles nachází v infračervené části spektra, která není pro lidské oko viditelná. Jak se ale teplota zvyšuje, mění se pomalu spektrum produkovaného záření a roste jeho intenzita. Nejnižší teplota, při které je záření daného tělesa pozorovatelné pouhým okem, se označuje jako Draperův bod – ten odpovídá zhruba 525 °C. Při této teplotě vyzařují všechny objekty červené světlo, bez ohledu na materiál, z něhož jsou vyrobeny. Při nižších teplotách (asi 600 °C) se zahřáté těleso jeví jako červené, při dalším zahřívání má barvu bílou (asi 1300 °C) a při ještě vyšších teplotách se barva tělesa mění v modrobílou. Bílá barva tělesa je dána tím, že v záření jsou zastoupeny všechny vlnové délky viditelné části spektra ve správném poměru. Při dalším zvyšování teploty se poruší tento poměr, a proto se nám těleso jeví modrobílé.

## Související stránky
- Absolutně černé těleso
- Planckův vyzařovací zákon
- Wienův posunovací zákon